# Università di Duisburg-Essen
L'Università di Duisburg-Essen (abbreviazione: UDE; abbreviata in passato e nel dominio internet anche con la sigla Uni DuE) è stata fondata il 1º gennaio 2003 attraverso la fusione dell'Università Gerhard Mercator di Duisburg con l'Universität-Gesamthochschule Essen. L'università dispone di un'ampia gamma di discipline scientifiche. È un centro di ricerca nanoscientifica e biomedica, forma insegnanti nel Land Renania Settentrionale-Vestfalia e offre più di 100 corsi di laurea triennale e magistrale.

## Storia

### Storia dell'Università di Duisburg
Duisburg è già dal 1655 una città universitaria. L'antica università di Duisburg iniziò a essere attiva il 14 ottobre 1655 in seguito a una cerimonia d'inaugurazione a cui partecipò il Principe Johann Moritz von Nassau-Siegen, luogotenente del Principato di Brandeburgo nel Ducato di Kleve. Già 90 anni prima, nel 1564, il ducato aveva ricevuto l'autorizzazione del papa e nel 1566 l'Imperatore Massimiliano II gli concesse il privilegio per la fondazione dell'università.
Nel 1818 l'antica università fu chiusa, mentre il sigillo dell'università fu devoluto all'Università di Bonn, che lo detiene ancora oggi.
Tra il 1818 e il 1891 a Duisburg non c'era nessuna università. Nel 1891 la Rheinisch-Westfälische Hüttenschule di Bochum, che nel 1938 sarebbe stata rinominata "Staatliche Ingenieurschule" (Scuola Statale di Ingegneria), si trasferì a Duisburg.